# Totalán
Totalán – gmina w Hiszpanii, w prowincji Malaga, w Andaluzji, o powierzchni 9,21 km². W 2011 roku gmina liczyła 746 mieszkańców.